# Rocca di Garda

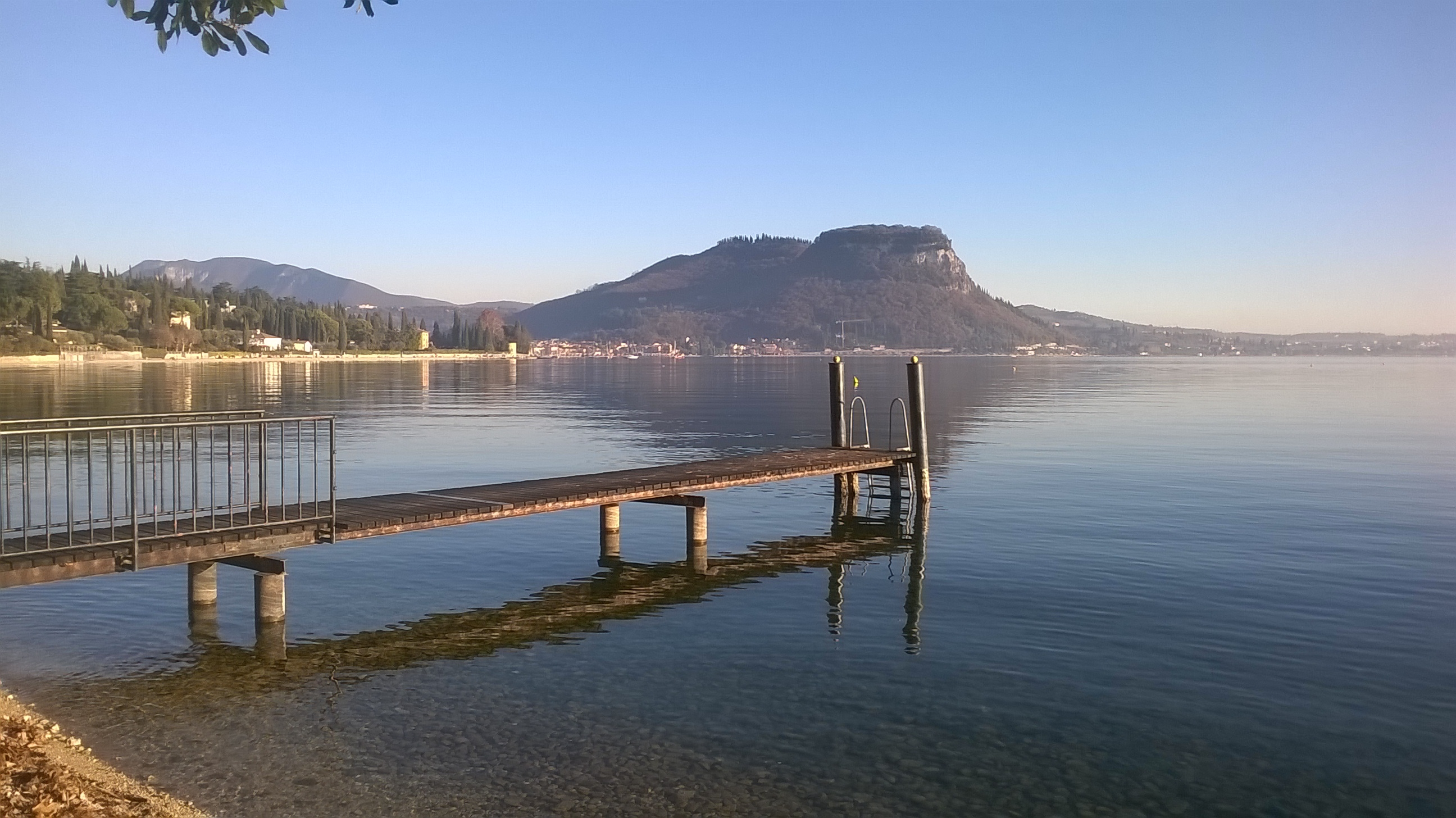
La Rocca e il golfo di Garda

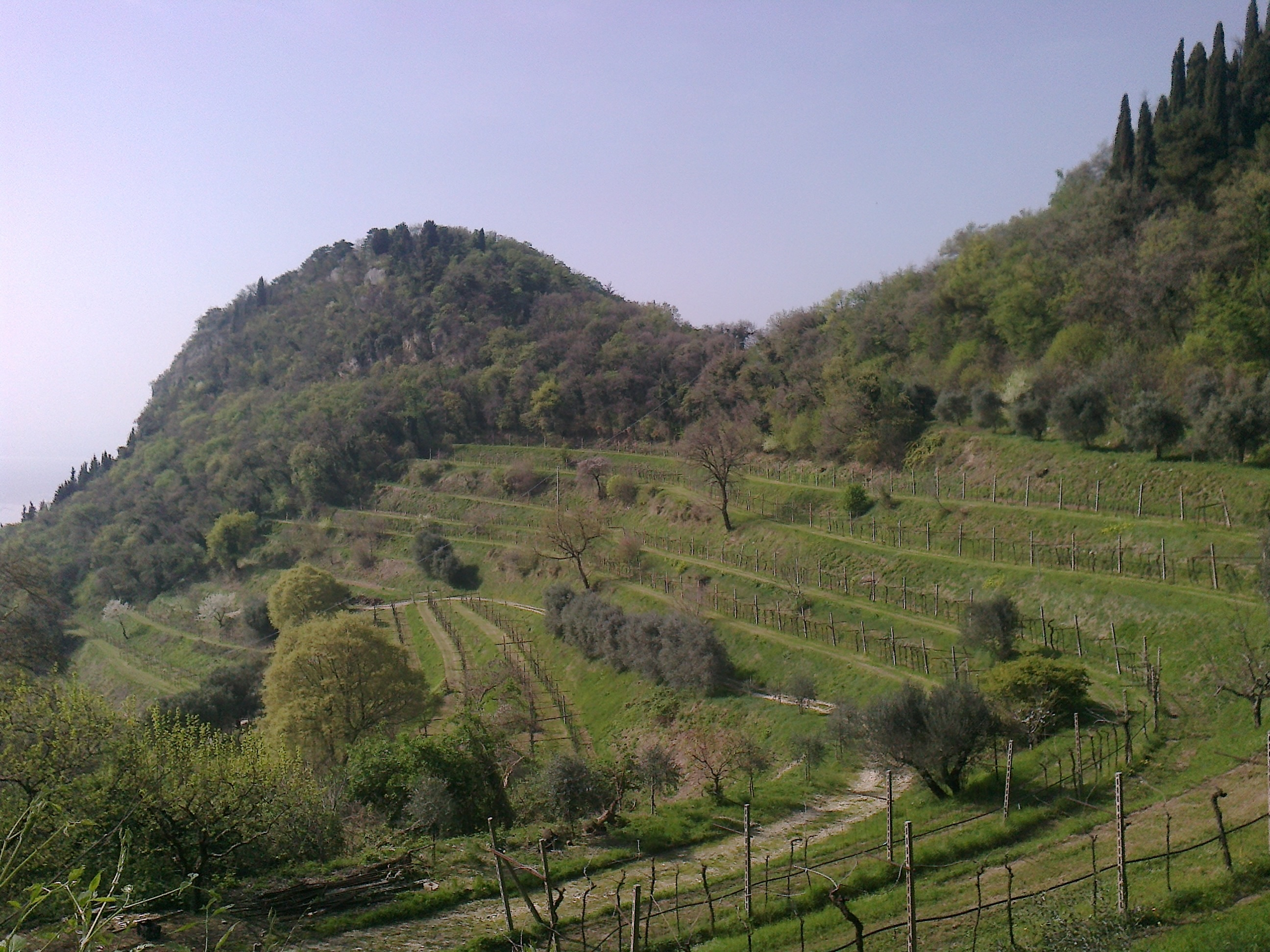
La Rocca di Garda vista da sud

La Rocca di Garda è un rilievo montuoso (ca. 283 m s.l.m.) sito a sud della cittadina di Garda, a picco sulle acque dell'omonimo lago. Essa segna il confine tra i comuni di Garda e Bardolino.
L'area della Rocca di Garda rientra nella zona SIC (sito di importanza comunitaria) IT3210007 “Monte Baldo: Val dei Mulini, Senge di Marciaga, Rocca di Garda”.

## Storia
L'importanza storica di questo rilievo è testimoniata dal fatto che esso presenta tracce di insediamenti umani sin dall'età del bronzo. 
Numerosi sono i reperti rinvenuti e i manufatti di carattere militare, religioso e funebre databili in epoca romana e medioevale. 
Sulla sua sommità fu eretta in epoca longobarda una fortezza (della quale sono rimaste poche tracce in muratura) che ancora oggi dà il nome al rilievo: «Il ritrovamento di tre monete di V secolo (tra cui un tremisse aureo dell'imperatore bizantino Zenone) e di una fibula gota d’argento di forma circolare con teste d’aquila consentono di fissare nel V secolo la fondazione del castello, mentre la presenza di ceramica longobarda ne conferma la vitalità nei secoli successivi». 
Il castello eretto sulla Rocca divenne in pochi anni un baluardo di enorme rilevanza strategica. Ad esso si deve il toponimo "Garda" (dal germanico antico "Warda" o "Warte" ossia "guardia", "fortezza"), impiegato inizialmente con riferimento alla località e successivamente all'intero lago in sostituzione del ben più antico nome latino di Benaco. Il primo documento in cui compare questa denominazione è datato 712 d.C. e risale ai tempi del re longobardo Liutprando.
Secondo alcune fonti storiche, in questa fortezza tra il 19 aprile e il 26 agosto 951 Berengario II, al tempo re d'Italia, fece imprigionare Adelaide di Borgogna, vedova di Lotario II e futura moglie dell'imperatore Ottone I. Il geografo arabo Ibrāhīm al-Turtuši, che tra il 960 e il 965 compì un viaggio nell'Europa centro-occidentale, ci ha lasciato, per l'Italia settentrionale, la descrizione di tre luoghi che visitò: Pavia, Verona e Rocca di Garda, da lui definita imponente ed estremamente munita.
Nel 1193 l'imperatore Enrico VI cedette la Rocca di Garda alla Città di Verona per 700 Marche d'argento.
La rocca fu infine demolita per motivi ignoti dai suoi stessi difensori all'inizio del XIII secolo, probabilmente durante l'impero di Ottone IV.

## Morfologia
La Rocca costituisce una diramazione verso sud del rilievo del Monte Baldo ed è il risultato dell'erosione dovuta ai ghiacciai quaternari (in particolare all'ultima glaciazione, quella würmiana).

## Flora
La Rocca ospita una vegetazione tipica del clima mediterraneo, che caratterizza l'intero bacino del Lago di Garda, costituita per lo più da roverella, cipressi, carpino nero e orniello. In alcune zone più aride sono presenti il leccio, l'alloro, il terebinto e la fillirea. Nel sottobosco sono frequenti arbusti di viburno, scotano e ginestra. 
A ridosso del lago sono presenti coltivazioni di uliveti e vigneti. I pascoli magri ed aridi presenti in quest'area sono caratterizzati dalla presenza di graminacee caratteristiche: festuca rossa (Festuca rubra), forasacco eretto (Bromus erectus) e lino delle fate (Stipa austroitalica). Sul terreno sciolto, con sottile cotica erbosa, si possono trovare diverse orchidee. 

## Fauna

### Mammiferi
Nella zona sono presenti alcuni vertebrati caratteristici di aree termofile: tra i mammiferi, il minuscolo mustiolo (Suncus etruscus) e il coniglio selvatico (Oryctolagus cuniculus) Tra le altre specie animali presenti si annoverano la volpe, la faina, il tasso, la donnola e la puzzola. 
Sono presenti inoltre il riccio europeo (Erinaceus europaeus), il toporagno comune (Sorex araneus), la talpa europea (Talpa europaea), la lepre comune (Lepus europaeus), lo scoiattolo rosso (Sciurus vulgaris), il ghiro (Glis glis), il moscardino (Muscardinus avellanarius), l'arvicola rossastra (Clethrionomys glareolus), l'arvicola terrestre (Arvicola amphibius), il campagnolo sotterraneo (Pitymys subterraneus), il campagnolo di Fatio (Pitymys multiplex), il campagnolo di Savi (Pitymys savii) e il topo selvatico (Apodemus agrarius).

### Anfibi
Tra gli anfibi presenti si annoverano il tritone punteggiato (Lissotriton vulgaris), la salamandra pezzata (Salamandra salamandra), l'ululone a ventre giallo (Bombina variegata), il rospo comune (Bufo bufo), il rospo smeraldino (Bufotes viridis), la raganella (Hyla arborea), la rana verde minore (Pelophylax esculentus) e la rana rossa (Rana temporaria).

### Rettili
Tra i rettili il ramarro (Lacerta viridis), la lucertola muraiola (Podarcis muralis), la lucertola vivipara (Zootoca vivipara), l'orbettino (Anguis fragilis), il biacco (Hierophis viridiflavus carbonarius), il saettone (Zamenis longissimus), la biscia dal collare barrata (Natrix helvetica), il colubro liscio (Coronella austriaca), la vipera comune (Vipera aspis) e il marasso (Vipera berus). 

### Uccelli
Nei boschi cedui giovani e maturi nidificano l'allocco (Strix aluco), il torcicollo (Jynx torquilla), l'upupa (Upupa epops), il picchio rosso maggiore (Picoides major), il picchio verde (Picus viridis), varie specie di paridi, il picchio muratore (Sitta europaea), il rigogolo (Oriolus oriolus), l'averla piccola (Lanius collurio), l'averla capirossa (Lanius senator), la ghiandaia (Garrulus glandarius), il fringuello (Fringilla coelebs) e lo zigolo nero (Emberiza cirlus).
Tra i bassi cespugli, sui prati, nei muri a secco e nelle aree coltivate si riproducono tottaville (Lullula arborea), allodole (Alauda arvensis), calandri (Anthus campestris), usignoli (Luscinia megarhynchos), codirossi (Phoenicurus phoenicurus), bige (Sylvia nisoria), luì piccoli (Phylloscopus collybita), sterpazzole (Sylvia communis), pigliamosche (Muscicapa striata), cardellini (Carduelis carduelis), verdoni (Chloris chloris), fanelli (Linaria cannabina), ortolani (Emberiza hortulana), strillozzi (Emberiza calandra) e culbianchi (Oenanthe oenanthe).